# C.F. Andorinha
Clube de Futebol Andorinha là một câu lạc bộ bóng đá nghiệp dư ở Funchal, Madeira, Bồ Đào Nha, được thành lập vào ngày 6 tháng 5 năm 1925.
Sân nhà của câu lạc bộ này là Campo do Andorinha, một sân vận động nhỏ với mặt cỏ nhân tạo và sức chứa chỉ 500 người. Sân vận động này nằm ở khu vực phía bắc giáo xứ Santo António của Funchal, vùng ngoại ô của thành phố. Nơi đây cũng rất gần với khu tập luyện của câu lạc bộ Marítimo, và thực tế Andorinha cũng thường lấy khu tập luyện này làm sân thi đấu cho đội trẻ. Cầu thủ Cristiano Ronaldo từng thi đấu ở đây.